# Bul-Gae
Bul-Gae (koreansk: 불 개 ild hund), er mytologiske Ildhunde fra koreansk mytologi, som kommer fra mørkets kongerige og altid jager solen og månen, hvilket forårsager solformørkelse og måneformørkelse, når hundene bider lyslegemerne.

## Myte
I koreansk mytologi havde man kosmologiske myter og legender, såsom "Isik, Wolsik" der forsøgte at forklare solformørkelse og måneformørkelse ved hjælp af Bul-Gae hundene.
Ifølge myten Hangugui-Seolwo (Folkelegender fra Korea), var der mange kongeriger og kongedømmer i himlen. Kongeriget af mørke var kaldt Gamangnara (Den Mørke Verden). Kongen af Gamangnara blev engang ked af al den mørke og ville gerne have glæde af sollyset. Han sendte så en af de enorme ildhunde Bul-Gae for at fange solen og hente den til hans mørkerige. Men når Bul-Gae forsøgte at bide i solen, var solen alt for varm og hundens mund blev skoldet og forbrændt. Hunden blev nødt til at forlade solen og pivende vende tilbage til mørket. Mørkets konge blev arrig og sendte den næste Bul-Gae hund til at fange månen i stedet. Når Bul-Gae bed i månen, var månen til gengæld alt for kold, og frøs hundens mund. Bul-gae blev også nødt til at lade månen være, hvilket gjorde dens herre endnu mere rasende. Siden dengang sender mørkets konge altid sine ildhunde, som forsøger at fange lyskilderne, men altid må forgæves vende tilbage til Gamangnara. Når Bul-Gae bider solen, er det solformørkelse, og når de bider månen, er det måneformørkelse. Når en formørkelse står på, mente man i Korea, at de mørke dele af måne eller sol var der, hvor ildhundene havde bidt.
Denne myte minder meget om nordiske myte om den store Fenrir ulv, der også altid jager Solens gudinde Sol, og vil sluge hende hel til Ragnarok, hvorefter hun vil genfødes på ny. Bul-Gae myten minder også om den indiske slangeskurk Rahu, der jager solen og forsøger at sluge den, hvilket giver solformørkelse. Derudover er der også den slaviske myte om drage-slangen Zmej, der forsøger at sluge solen når der er regnvejr.

## Bul-Gae Hunderace
I Sydkoreas Daegu-Gyeongbuk provins, er der en meget gammel, næsten uddød hunderace, der kaldes Bul-Gae. Hunden minder meget om hvordan koreanerne forestillede sig mørkets ildhunde, da den har en mørkerød pels, rødlige kløer, ravfarvet næse og ravfarvede øjne. Hunderacen minder meget om den koreanske Jindo hunderace med sin krøllede tykke hale og spidse ører. Hunderacen er muligvis en farvevariant af Jindo. Ud fra udseendet at dømme, kunne hunden også være beslægtet med Inu Shiba og asiatiske ulve, især ulvene fra koreanske Sobaeksan. I 90erne var denne røde hunderace næsten udryddet på grund af hundespisning i det koreanske køkken. I 2012 var hundene dog reddet fra udryddelsesgrænsen af forskere fra koreanske Dongyang Universitet, der genskabte racens farvevarianter af sidste 20 overlevende hunde.

## I moderne kultur
Japanske designfirma Kikkerland sælger en lille Bul-Gae hundelommelygte, designet af Kyungmi Moon, en af vinderne af Kikkerlands koreanske designkonkurrence i 2013. Lommelygten er udformet som en hund, med sort lysindfatning der hvor hundens mule og øjne skal være, resten af hovedet og hele kroppen er lavet af rødt plastik. Navnet, hundeformen og farven er selvfølgeligt inspirerede af de koreanske myter om hundebæsterne og deres forbindelse til lys og mørke.